# Hudidas

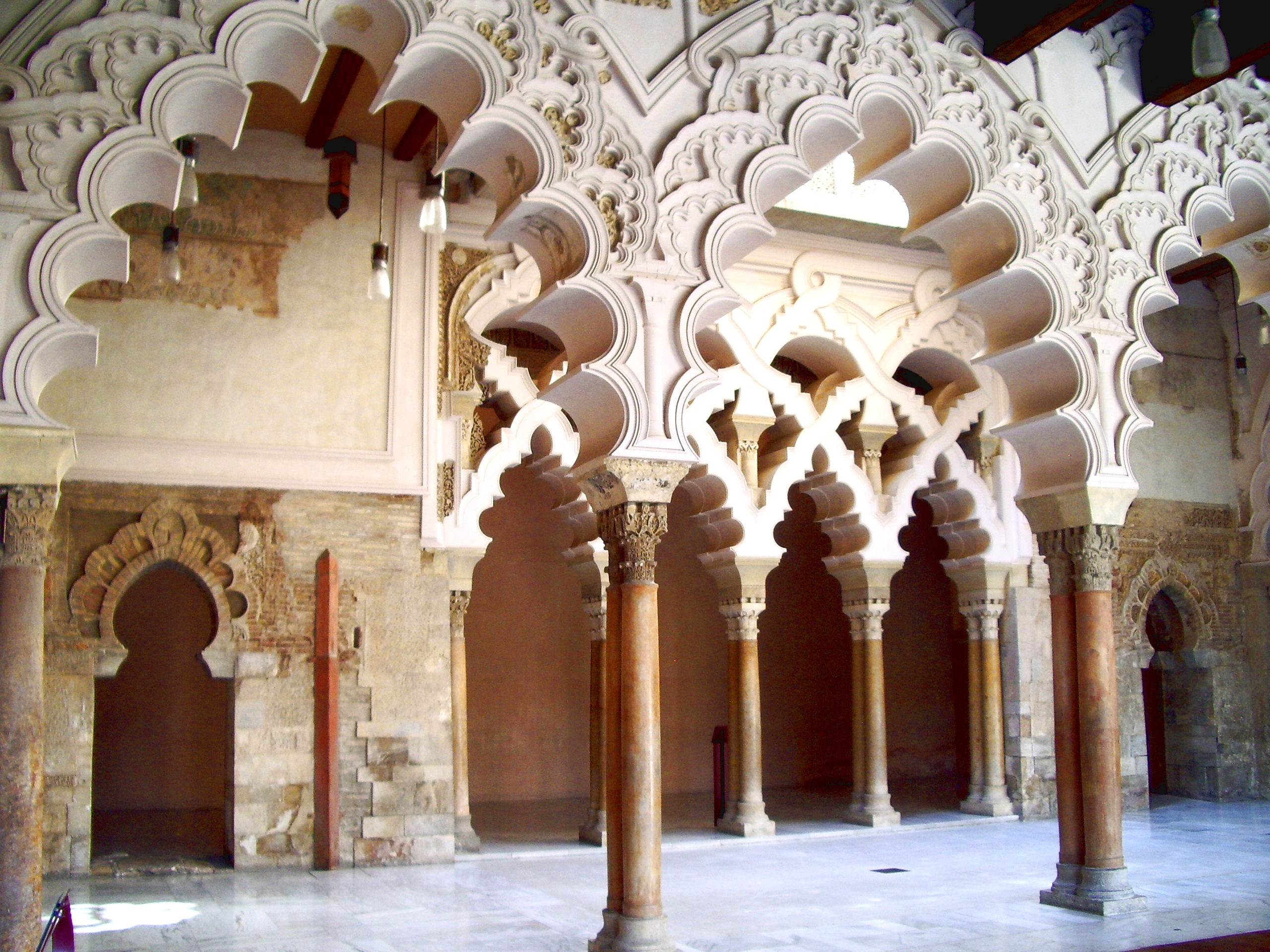
Palacio de la Aljafería, construído por Amade Almoctadir

Os hudidas (em árabe: بنو هود; romaniz.: Banu Hud) foram uma dinastia árabe iemenita que reinou na Taifa de Saragoça entre 1039 e 1110 e em Lérida e em outros lugares de 1039 a 1131. Os hudidas procediam da linhagem árabe de judamidas, originária do Iêmen. Entraram no Alandalus à época da invasão muçulmana e, segundo Abzeme, o seu solar esteve em Sidônia, Algeciras, Tudemir e Sevilha.
O fundador da dinastia de monarcas de Saragoça foi Solimão ibne Hude Almostaim (r. 1039–1046), governador de Lérida. Lérida era na época independente de fato, status que conseguiu definitivamente em 1037. Após a independência de Saragoça do Califado de Córdova em 1017, Solimão ibne Maomé aproveitou para se apoderar da capital da Taifa do Vale do Ebro e proclamar-se emir em outubro de 1039.
Solimão ibne Maomé deixou os seus descendentes em:
- Saragoça, Amade Almoctadir, que conquistou Tortosa e Denia.
- Lérida, Iúçufe Almuzafar (1046—1079)
- Tudela, Maomé Almondir ibne Solimão
- Calatayud, Solimão ibne Solimão

Posteriormente, os ramos de Lérida, Tudela e Calatayud foram conquistados pela taifa de Saragoça, por Amade I Almoctadir (m. 1081).
Os filhos de Almoctadir fundaram dois ramos:
- Lérida, Tortosa e Denia: Almondir Imade Adaulá (r. 1081–1090) e o seu filho Solimão Saíde Adaulá (r. 1090–1102).
- Saragoça, Iúçufe Almutamã (r. 1081–1085), o seu filho Abu Jafar Amade II ibne Iúçufe Almostaim (r. 1085–1110) e o seu filho Abu Maruane Abedal Maleque ibne Amade Imade Adaulá (r. 1110–1130), que governaram inicialmente em Saragoça e depois em Rueda de Jalón. O seu filho Abu Iafar Amade ibne Abedal Maleque ibne Hude Almostancir Ceife Adaulá, chamado "Zafadola", governou vários anos em Rueda de Jalón e cedeu o território a Castela por volta de 1139. Em 1145 governava Córdova, Granada, Xaém e Múrcia e em 1146 Valência, quando faleceu em combate.

Os reis Almoctadir (r. 1046–1081), Almutamã (r. 1081–1085) e Almostaim II (r. 1085–1110) foram grandes mecenas da cultura e das artes. A residência erigida por Almoctadir, a Aljafería, é praticamente o único palácio da época dos reinos taifas que se conservou quase na íntegra.
Sob os hudidas, Saragoça foi na segunda metade do século XI a taifa mais importante do al-Andalus com a Taifa de Sevilha. Os seus domínios estendiam-se em 1076 até Tortosa por norte e Dénia por sul, sendo a taifa de Valência de Abu Becre vassalo dos Banu Hud. Desde 1086 capitanearam a resistência dos reinos taifas frente aos Almorávidas, que não puderam conquistar a cidade até 1110. A conquista representou o fim da dinastia na cidade. Apenas oito anos mais tarde, o reino de Aragão expulsou os Almorávidas de Saragoça, ganhando o controle do vale do Ebro meio.

## Múrcia
Em 1228, Abu Abedalá Maomé ibne Iúçufe ibne Hude Mutavaquil (r. 1228–1238), que reclamava ser descendente dos hudidas, empreendeu desde o seu feudo em Ricote, vale do rio Segura (Múrcia), a rebelião contra os almóadas, proclamando-se Emir dos muçulmanos. Primeiro tomou Múrcia e depois obteve o controle de Dénia, Alméria, Granada, Málaga e Sevilha, chegando segundo Ladero Quesada "a dominar toda a Espanha muçulmana exceto Valência e Niebla". 
ibne Hude governou assim um extenso estado unido ante inimigos comuns como castelhanos, aragoneses e almóadas, mas somente submetido pela força, pelo qual, após várias derrotas como a perda de Córdova (1236), decorreram revoltas em Málaga e Granada que buscam o apoio merínida. Após o seu assassinato em Alméria em 1238 o seu estado terá sobrevivido reduzido a sudeste até o seu filho Maomé ibne Hude (r. 1241–1259) declarar-se vassalo de Castela em 1244. A forte pressão castelhana provocou a rebelião murciana em 1264 sendo Abu Becre Maomé ibne Maomé, rei pela segunda vez, (1263–1266), o último rei hudida, o que perdeu o reino em 1266.

## Lista de cádis e reis de taifa

### Reis hudidas de Saragoça
- Almostaim I, 1039-1046
- Amade Almoctadir, 1046-1081
- Iúçufe Almutamã, 1081-1085
- Almostaim II, 1085-1110
- Imade Adaulá, 24 de janeiro-31 de maio de 1110

### Cádis de Lérida
- Solimão ibne Hude Almostaim, 1037-1046
- Iúçufe ibne Solimão Almuzafar, 1046-1079